# Мьонджон (ван Корьо)
Мьонджон (кор. 명종, 明宗, Myeongjong, Myŏngjong); ім'я при народженні Ван Хо (кор. 왕호, 王晧, Wang Ho, Wang Ho; 8 листопада 1131 — 3 грудня 1202) — корейський правитель, дев'ятнадцятий володар Корьо.

## Правління
Був третім сином вана Інджона. Зійшов на трон після того, як у результаті державного перевороту 1170 року від влади усунули його старшого брата, вана Ийджона.
Мьонджон був слабким правителем і реальної влади не мав. Державою фактично правили воєначальники. Період його правління супроводжувався постійними стратами повстанців. 1197 року Мьонджона було повалено, а на його місце генерали посадили п'ятого сина Інджона, вана Сінджона.
Помер Мьонджон у вигнанні 1202 року.